# Polystyliphora filum
Polystyliphora filum är en plattmaskart som beskrevs av Ax 1958. Polystyliphora filum ingår i släktet Polystyliphora och familjen Polystyliphoridae. Inga underarter finns listade i Catalogue of Life.